# 美国退伍军人事务部长
美国退伍军人事务部长是美国退伍军人事务部的主管，它在美国内阁中排名第17位。当美国退伍军人事务部长空缺时，由美国退伍军人事务部副部长代理，直到总统任命新部长为止，现任部長是道格·科林斯。

## 历任部长
党派
  无党籍
  民主党
  共和党
状态
| 届次 | 肖像         | 姓名                          | 籍贯         | 就任            | 卸任           | 總統 | 總統                  |
| ---- | ------------ | ----------------------------- | ------------ | --------------- | -------------- | ---- | --------------------- |
| 1    |              | 爱德华·德文斯基               | 伊利诺伊州   | 1989年3月15日   | 1992年9月26日  |      | 乔治·赫伯特·沃克·布什 |
| –    |              | 安东尼·普林奇皮[1] （代理）   | 加利福尼亚州 | 1992年9月26日   | 1993年1月20日  |      | 乔治·赫伯特·沃克·布什 |
| 2    |              | 杰西·布朗                     | 伊利诺伊州   | 1993年1月22日   | 1997年7月1日   |      | 比尔·克林顿           |
| –    |              | 赫歇尔·W·高波尔[2] （代理）   | 阿肯色州     | 1997年7月1日    | 1998年1月2日   |      | 比尔·克林顿           |
| 3    |              | 多哥·丹尼斯·威斯特            | 哥伦比亚特区 | 1998年1月2日[3] | 1998年5月5日   |      | 比尔·克林顿           |
| 3    | 1998年5月5日 | 多哥·丹尼斯·威斯特            | 哥伦比亚特区 | 2000年7月25日   |                |      | 比尔·克林顿           |
| –    |              | 赫歇尔·W·高波尔[2] （代理）   | 阿肯色州     | 2000年7月25日   | 2001年1月20日  |      | 比尔·克林顿           |
| 4    |              | 安东尼·普林奇皮               | 加利福尼亞州 | 2001年1月23日   | 2005年1月26日  |      | 乔治·沃克·布什        |
| 5    |              | 吉姆·尼科尔森                 | 科罗拉多州   | 2005年1月26日   | 2007年10月1日  |      | 乔治·沃克·布什        |
| –    |              | 戈登·H·曼斯菲尔德[4] （代理） | 佛罗里达州   | 2007年10月1日   | 2007年12月20日 |      | 乔治·沃克·布什        |
| 6    |              | 詹姆斯·皮克                   | 哥伦比亚特区 | 2007年12月20日  | 2009年1月20日  |      | 乔治·沃克·布什        |
| 7    |              | 艾力·新關                     | 夏威夷州     | 2009年1月20日   | 2014年5月30日  |      | 贝拉克·奥巴马         |
| –    |              | 斯隆·D·吉布森 （代理）        | 阿拉巴馬州   | 2014年5月30日   | 2014年7月30日  |      | 贝拉克·奥巴马         |
| 8    |              | 罗伯特·麦克唐纳               | 俄亥俄州     | 2014年7月30日   | 2017年1月20日  |      | 贝拉克·奥巴马         |
| –    |              | 羅伯特·斯奈德 （代理）        | 西維吉尼亞州 | 2017年1月20日   | 2017年2月14日  |      | 當勞·特朗普           |
| 9    |              | 戴维·舒尔金                   | 賓夕法尼亞州 | 2017年2月14日   | 2018年3月28日  |      | 當勞·特朗普           |
| –    |              | 羅伯特·威爾基 （代理）        | 北卡羅來納州 | 2018年3月28日   | 2018年5月29日  |      | 當勞·特朗普           |
| –    |              | 彼得·奧洛克 （代理）          | 維吉尼亞州   | 2018年5月29日   | 2018年7月30日  |      | 當勞·特朗普           |
| 10   |              | 罗伯特·威尔基                 | 北卡羅來納州 | 2018年7月30日   | 2021年1月20日  |      | 當勞·特朗普           |
| –    |              | 達特·陳 （代理）              | 俄亥俄州     | 2021年1月20日   | 2021年2月8日   |      | 喬·拜登               |
| 11   |              | 丹尼斯·麦克多诺               | 明尼蘇達州   | 2021年2月8日    | 2025年1月20日  |      | 喬·拜登               |
| -    |              | 托德·亨特                     |              | 2025年1月20日   | 2025年2月5日   |      | 當勞·特朗普           |
| 12   |              | 道格·科林斯                   | 佐治亞州     | 2025年2月5日    | 现任           |      | 當勞·特朗普           |

注：
1  安东尼·普林奇皮担任代理部长的时间是1992年9月26日至1993年1月20日。
2  赫歇尔·W·高波尔担任代理部长的时间是1997年7月1日至1998年1月2日和2000年7月25日至2001年1月20日。
3  威斯特担任代理部长的时间是1998年1月2日至1998年5月5日。
4  戈登·H·曼斯菲尔德担任代理部长的时间是2007年10月20日至2007年12月1日。